# شهرستان ایواوا
شهرستان ایواوا (به لهستانی: Powiat Iława) یک شهرستان در لهستان است که در استان وارمی-ماسوری واقع شده‌است. شهرستان ایواوا ۱٬۳۸۵ کیلومتر مربع مساحت و ۸۹٬۹۶۰ نفر جمعیت دارد.